# Cindy Hyde-Smith
Cindy Hyde-Smith (Brookhaven, 10 maggio 1959) è una politica statunitense, senatrice per lo Stato del Mississippi dal 2018 ed in precedenza commissaria dell'Agricoltura e del Commercio del Mississippi dal 2012 al 2018. Inoltre, Hyde-Smith ha servito come membro del Senato del Mississippi dal 2000 al 2012.

## Biografia
Nata a Brookhaven, dopo il college Cindy Hyde si sposò con Mike Smith e lavorò insieme al marito come allevatrice di bovini.
Entrata in politica con il Democratico, nel 2000 fu eletta all'interno della camera alta della legislatura statale del Mississippi, il Senato di stato del Mississippi. Nel 2010, durante il suo terzo mandato, annunciò un cambio di schieramento politico, aderendo al Partito Repubblicano.
Nel 2011 fu eletta commissario all'Agricoltura e al Commercio dello stato del Mississippi, carica che rivestì per oltre sei anni.
Nel marzo del 2018, quando il senatore Thad Cochran annunciò le proprie dimissioni per motivi di salute, il governatore del Mississippi Phil Bryant, in base alla Costituzione dello stato, fu investito del compito di nominare un sostituto provvisorio che occupasse il seggio di Cochran fino a nuove elezioni. Tale sostituto venne individuato dal governatore Bryant nella persona di Cindy Hyde-Smith, che divenne così senatrice. La sua nomina segnò un evento storico per lo stato del Mississippi, che fino a quel momento non era mai stato rappresentato da una donna all'interno del Congresso.